# Джермано, Элио
Элио Джермано (итал. Elio Germano; 25 сентября 1980, Рим, Италия) — итальянский актер и театральный режиссер. 4-кратный лауреат премии «Давид ди Донателло» за лучшую мужскую роль.

## Биография
Элио Джермано родился 25 сентября 1980 года в Риме. Впервые попал на съёмочную площадку, когда ему было 13 лет. Режиссёры Франческо Кастеллано и Джузеппе Моччиа дали Элио главную роль Андреа в комедии «Ты сломал папу» (итал. Ci hai rotto papà). В 18 лет он снялся в сериале «Семейный доктор» (1998), а в 19 получил главные роли в молодёжных комедиях «Сладкий как мёд» и «Всё небо в одной комнате».
В 20 лет Элио Джермано работал на одной съёмочной площадке с Серджио Кастеллитто в биографическом телефильме «Падре Пио» (2000), где играл роль героя Кастеллитто Франческо Форджоне в молодом возрасте. В следующем своем фильме ― «Нечестная конкуренция» (2001) ― он снимался с Жераром Депардьё. История взаимоотношений двух торговцев во времена нацистской оккупации Франции имела успех, получив главный приз Московского кинофестиваля.
В 2003 году в биографическом фильме «Феррари» Элио Джермано воплотил роль знаменитого конструктора и предпринимателя Энцо Феррари в 18-летнем возрасте, роль которого сыграл взрослого Серджио Кастеллитто.
Наибольшее внимание Джермано привлек к себе в 2005 году, сыграв в телевизионном триллере Дарио Ардженто «Вам нравится Хичкок?» поклонника Хичкока студента Джулио, который распутывает детективную историю. После этой работы Джермано сыграл в ленте Абеля Феррары «Мария» (2005) с Жюльет Бинош в главной роли, в драме Луки Гуаданьино «Мелисса: Интимный дневник» (2005) с Марией Вальверде и «Криминальном романе» (2005) Микеле Плачидо.
Прорыв в актёрской карьере Элио Джермано произошел в 2007 году, когда Даниэле Лукетти снял его в главной роли в драме «Мой брат — единственный ребенок в семье». За эту работу Джермано получил ряд профессиональных кинонаград, в частности итальянскую национальную кинопремию «Давид ди Донателло» в категории «Лучший актер», и стал популярным актёром в Италии. Следующие работы прославили Элио за пределами страны: «Павшие герои» (2007) с Ирен Жакоб, «Как велит Бог» (2008) Габриэле Сальватореса, «Девять» (2009) Роба Маршалла.
В 2010 году Элио Джермано воплотил одну из своих лучших ролей в ленте «Наша жизнь», сыграв рабочего, который противостоит жизненной несправедливости. За эту роль актёр был удостоен премии за лучшую мужскую роль на 63-м Каннском международном кинофестивале, премии «Давид ди Донателло» и еще ряд кинопремий.
В 2012 году Джермано сыграл в триумфальном фильме Ферзана Озпетека «Присутствие великолепия», где воплотил роль мечтающего стать актёром кондитера-гея, который обнаружил в новом доме привидения знаменитых актёров прошлого века.
В 2015 году на экраны вышел триллер по роману Себастьяна Жапризо «Дама в очках и с ружьём в автомобиле» французского режиссера Жоанна Сфара, в котором Джермано сыграл одну из главных ролей.
В 2017 году в драме режиссёра Джанни Амелио «Нежность» Элио Джермано сыграл роль Фабио, за которую в 2018 году был номинирован как лучший актер второго плана на премию «Давид ди Донателло».

## Избранная фильмография
| Год  | Название                             | Оригинальное название                             | Режиссёр                          | Роль                   | Примечание |
| ---- | ------------------------------------ | ------------------------------------------------- | --------------------------------- | ---------------------- | --- |
| 2001 | Нечестная конкуренция                | Concorrenza sleale                                | Этторе Скола                      | Паоло Мельхиорри       | |
| 2002 | Дыхание                              | Respiro                                           | Эмануэле Криалезе                 | Пьер Луиджи            | |
| 2005 | Криминальный роман                   | Romanzo criminale                                 | Микеле Плачидо                    | Сорцио                 | |
| 2005 | Мария                                | Mary                                              | Абель Феррара                     | Матео                  | |
| 2005 | Мелисса: интимный дневник            | Melissa P.                                        | Лука Гуаданьино                   | Арнальдо, друг Даниэля | |
| 2008 | Как велит Бог                        | Come Dio comanda                                  | Габриэле Сальваторес              | Quattro Formaggi       | |
| 2009 | Девять                               | Nine                                              | Роб Маршалл                       | Пьерпаоло              | |
| 2010 | Наша жизнь                           | La nostra vita                                    | Даниэле Лукетти                   | Клаудио                | Приз за лучшую мужскую роль (Каннский кинофестиваль) — победа Премия Европейской киноакадемии лучшему актёру — номинация |
| 2012 | Диас: Не вытирайте эту кровь         | Diaz — Don’t Clean Up This Blood                  | Даниэль Викаре                    | Лука Гуальтьери        | |
| 2012 | Присутствие великолепия              | Magnifica presenza                                | Ферзан Озпетек                    | Пьетро                 | |
| 2014 | Невероятный молодой человек          | Il giovane favoloso                               | Марио Мартоне                     | Джакомо Леопарди       | Премия Пазинетти — приз лучшему актёру — победа Премия фестиваля Vittorio Veneto — лучший актёр — победа                 |
| 2015 | Субура                               | Suburra                                           | Стефано Соллима                   | Себастьяно             | |
| 2015 | Дама в очках и с ружьем в автомобиле | La dame dans l’auto avec des lunettes et un fusil | Жоан Сфарр                        | Жорж                   | |
| 2015 | Аляска                               | Alaska                                            | Клаудио Купеллини                 | Фаусто                 | |
| 2017 | Нежность                             | La tenerezza                                      | Джанни Амелио                     | Фабио                  | |
| 2018 | Я — миллиардер                       | Io sono Tempesta                                  | Даниэле Лукетти                   | Бруно                  | |
| 2019 | Человек без гравитации               | L’uomo senza gravità                              | Марко Бонфанти                    | Оскар                  | Фестивали: Premio La Pellicola d’Oro, Shanghai International Film Festival, Festa del Cinema di Roma — Roma Cine Fest    |
| 2020 | Я хотел спрятаться                   | Volevo nascondermi                                | Джорджо Диритти                   | Антонио Лигабуэ        | Премия «Серебряный медведь» за лучшую мужскую роль — победа Премия Европейской киноакадемии лучшему актёру — номинация   |
| 2020 | Невероятная история Острова роз      | L’incredibile storia dell’Isola delle Rose        | Сидней Сибилиа                    | Джорджио Роса          | |
| 2024 | Босс                                 | Iddu                                              | Фабио Грассадониа, Антонио Пьацца | Маттео Денаро          | |